# Pucungroto (Kajoran)
Pucungroto is een bestuurslaag in het regentschap Magelang van de provincie Midden-Java, Indonesië. Pucungroto telt 1765 inwoners (volkstelling 2010).